# Konz
Ne doit pas être confondu avec Koontz ou Kontz.
Konz est une ville de la Verbandsgemeinde Konz, dans l'arrondissement de Trèves-Sarrebourg, en Rhénanie-Palatinat, dans l'ouest de l'Allemagne. Elle abrite le confluent de la Sarre avec la Moselle.

## Musées
- Écomusée Roscheider Hof